# Mykolaiv Vikings
I Mykolaiv Vikings sono una squadra di football americano di Mykolaïv, in Ucraina, fondata nel 2012.

## Dettaglio stagioni

### Tornei nazionali

#### Campionato

##### ULAF Top Liga/ULAF League One (primo livello)/ULAF Superleague
| Stagione | regular season | regular season | regular season | regular season | regular season | regular season | playoff | playoff | playoff | playoff | playoff | playoff          | playoff          |
|          | Vin            | Par            | Per            | Tot            | PF             | PS             | Vin     | Per     | Tot     | PF      | PS      | risultato        | avversaria       |
| -------- | -------------- | -------------- | -------------- | -------------- | -------------- | -------------- | ------- | ------- | ------- | ------- | ------- | ---------------- | ---------------- |
| 2016     | -              | -              | -              | -              | -              | -              | 0       | 1       | 1       | 10      | 48      | Wild Card        | Kiev Bulldogs    |
| 2018     | 3              | 0              | 3              | 6              | 100            | 137            | 1       | 2       | 3       | 26      | 48      | Semifinale       | Kharkiv Atlantes |
| 2020     | 1              | 0              | 1              | 2              | 32             | 66             | 0       | 1       | 1       | 21      | 36      | Quarti di finale | Kiev Patriots    |
| 2021     | 0              | 0              | 6              | 6              | 28             | 215            | -       | -       | -       | -       | -       | -                | -                |
| Totale   | 4              | 0              | 10             | 14             | 160            | 418            | 1       | 4       | 5       | 57      | 132     |                  |                  |

Fonti: Enciclopedia del Football - A cura di Roberto Mezzetti

##### ULAF Perša Liga (primo livello)
Questo torneo - pur essendo del massimo livello della propria federazione - non è considerato ufficiale.
| Stagione | regular season | regular season | regular season | regular season | regular season | regular season | playoff | playoff | playoff | playoff | playoff | playoff   | playoff          |
|          | Vin            | Par            | Per            | Tot            | PF             | PS             | Vin     | Per     | Tot     | PF      | PS      | risultato | avversaria       |
| -------- | -------------- | -------------- | -------------- | -------------- | -------------- | -------------- | ------- | ------- | ------- | ------- | ------- | --------- | ---------------- |
| 2015     | 4              | 0              | 3              | 7              | 148            | 126            | 0       | 1       | 1       | 12      | 56      | Finale    | Kharkiv Atlantes |
| Totale   | 4              | 0              | 3              | 7              | 148            | 126            | 0       | 1       | 1       | 12      | 56      |           |                  |

Fonti: Enciclopedia del Football - A cura di Roberto Mezzetti

##### ULAF League One (secondo livello)
| Stagione | regular season | regular season | regular season | regular season | regular season | regular season | playoff | playoff | playoff | playoff | playoff | playoff   | playoff    |
|          | Vin            | Par            | Per            | Tot            | PF             | PS             | Vin     | Per     | Tot     | PF      | PS      | risultato | avversaria |
| -------- | -------------- | -------------- | -------------- | -------------- | -------------- | -------------- | ------- | ------- | ------- | ------- | ------- | --------- | ---------- |
| 2019     | 5              | 0              | 1              | 6              | 162            | 24             | -       | -       | -       | -       | -       | Campioni  | -          |
| Totale   | 5              | 0              | 1              | 6              | 162            | 24             | -       | -       | -       | -       | -       |           |            |

Fonti: Enciclopedia del Football - A cura di Roberto Mezzetti

##### Divizion C
| Stagione | regular season | regular season | regular season | regular season | regular season | regular season | playoff | playoff | playoff | playoff | playoff | playoff                                | playoff        |
|          | Vin            | Par            | Per            | Tot            | PF             | PS             | Vin     | Per     | Tot     | PF      | PS      | risultato                              | avversaria     |
| -------- | -------------- | -------------- | -------------- | -------------- | -------------- | -------------- | ------- | ------- | ------- | ------- | ------- | -------------------------------------- | -------------- |
| 2016     | 5              | 0              | 1              | 6              | 112            | 46             | 1       | 0       | 1       | 24      | 0       | Secondo posto/Vincitori allo spareggio | Dnepr Rockets  |
| 2017     | 3              | 1              | 2              | 6              | 178            | 62             | 1       | 1       | 2       | 44      | 6       | Terzo posto                            | Yuzhne Gepards |
| Totale   | 8              | 1              | 3              | 12             | 290            | 108            | 2       | 1       | 3       | 68      | 6       |                                        |                |

Fonti: Enciclopedia del Football - A cura di Roberto Mezzetti

### Riepilogo fasi finali disputate
| Anno              | Luogo    | Evento          | Fase del torneo      | Incontro                            | Risultato     |
| 17 novembre 2015  | Charkiv  | ULAF Perša Liga | Finale               | Kharkiv Atlantes - Mykolaiv Vikings | 56 - 12       |
| 17 settembre 2016 | Kiev     | Divizion A      | Wild Card            | Kiev Bulldogs - Mykolaiv Vikings    | 48 - 10       |
| 23 settembre 2017 | Mykolaïv | Divizion C      | Finale 3º - 4º posto | Mykolaiv Vikings - Yuzhne Gepards   | 44 - 0        |
| 4 novembre 2018   |          | Top Liga        | Semifinale           | Kharkiv Atlantes - Mykolaiv Vikings | 24 - 0 d.g.s. |
| 27 settembre 2020 | Kiev     | ULAF League One | Quarti di finale     | Kiev Patriots - Mykolaiv Vikings    | 36 - 21       |

## Palmarès
- 1 Campionato ucraini a 9 (2019)